# Nekrolog 1543
Nekrolog
◄◄
| ◄
| 1539
| 1540
| 1541
| 1542
| 1543 | 1544 | 1545 | 1546 | 1547 | ► | ►►
Weitere Ereignisse | Allgemeiner Nekrolog 1543
Die Beschreibung der verstorbenen Person sollte so kurz wie möglich gehalten sein und nur deren signifikante Tätigkeit(en) enthalten.
Neue Namen ggf. auch unter dem Geburts- und Sterbedatum, also etwa unter 1. Januar und im Geburts- und Sterbejahr (2024) eintragen (nur bei entsprechender großer Wichtigkeit). Für Beispiele siehe die schon vorhandenen Artikel.
Außerdem über die fünf zuletzt Verstorbenen, zu denen es einen ausreichend guten Artikel für eine Präsentation auf der Hauptseite gibt, nach der todesbedingten Überarbeitung der Artikel ggf. auch unter Wikipedia Diskussion:Hauptseite informieren und sie am besten auch in den anderen Wikipedia-Sprachversionen eintragen. Tipp: Regelmäßig bei news.google.de nach „ist tot“, „gestorben“ oder „verstorben“ suchen.
Wenn eine Person gestorben ist, gibt es viele Seiten zu dieser Person in der Wikipedia, die davon auch betroffen sind und entsprechend aktualisiert werden müssen. Beispiele: Namenübersichtsseite, Geburtsjahr, Geburtsort-Seiten und viele mehr.
Wie finde ich die betroffenen Seiten?
Im Suchfeld auf der linken Seite gibt man den Suchbegriff so ein: „Vorname Nachname“. Dann klickt man auf Volltext und alle Seiten mit entsprechendem Suchtext werden aufgerufen. Hier sieht man dann schnell, wo auch das Todesjahr Sinn macht oder sogar ein Teil des Artikels angepasst werden muss. Auch hilft das „Werkzeug“ auf der linken Seite sehr gut, um solche Seiten aufzufinden: „Links auf diese Seite“. Somit ist die Wikipedia wieder aktuell in allen Bereichen! Hinweis: bei Eintragung der Kategorie „Gestorben JAHR“ wird der Missbrauchsfilter 49 ausgelöst, was jedoch nicht schlimm ist. Siehe: Spezial:Missbrauchsfilter/49
Dies ist eine Liste von im Jahr 1543 verstorbenen bekannten Persönlichkeiten. Die Einträge erfolgen innerhalb der einzelnen Daten alphabetisch sortiert. Tiere sind im Nekrolog für Tiere zu finden.

## Januar
| Tag        | Name                    | Beruf, bekannt als                                      | Alter | Beleg |
| ---------- | ----------------------- | ------------------------------------------------------- | ----- | ----- |
| 2. Januar  | Bonifacio Ferrero       | italienischer Bischof und Kardinal der Römischen Kirche |       |       |
| 3. Januar  | Juan Rodríguez Cabrillo | portugiesischer Entdecker in spanischen Diensten        |       |       |
| 13. Januar | Konrad Treger           | Augustinereremit und katholischer Kontroverstheologe    |       |       |

## Februar
| Tag         | Name                       | Beruf, bekannt als                                                        | Alter | Beleg |
| ----------- | -------------------------- | ------------------------------------------------------------------------- | ----- | ----- |
| 10. Februar | Johannes Eck               | katholischer Theologe                                                     | 56    |       |
| 21. Februar | Ahmad ibn Ibrahim al-Ghazi | somalischer bzw. muslimisch-äthiopischer Herrscher der vorkolonialen Zeit |       |       |
| 21. Februar | Apollonia von Waldenfels   | deutsche Äbtissin                                                         |       |       |
| 23. Februar | Joseph Feyerabend          | Jurist und Reformator                                                     |       |       |

## März
| Tag      | Name             | Beruf, bekannt als                | Alter | Beleg |
| -------- | ---------------- | --------------------------------- | ----- | ----- |
| 20. März | Johann Feige     | hessischer Kanzler                |       |       |
| 30. März | Cesare Cesariano | italienischer Maler und Architekt |       |       |

## April
| Tag       | Name                       | Beruf, bekannt als                                            | Alter | Beleg |
| --------- | -------------------------- | ------------------------------------------------------------- | ----- | ----- |
| 4. April  | Walther von Cronberg       | Hochmeister des Deutschen Ordens                              |       |       |
| 15. April | Francesco Canova da Milano | italienischer Komponist der Renaissance                       | 45    |       |
| 15. April | Christoph von Stadion      | Bischof von Augsburg                                          | 65    |       |
| 23. April | Susanna von Bayern         | Markgräfin von Brandenburg-Kulmbach, Kurfürstin von der Pfalz | 41    |       |

## Mai
| Tag     | Name                | Beruf, bekannt als                 | Alter | Beleg |
| ------- | ------------------- | ---------------------------------- | ----- | ----- |
| 1. Mai  | Veit von Thümen     | Herrenmeister des Johanniterordens |       |       |
| 3. Mai  | Altobello Melone    | italienischer Maler                |       |       |
| 16. Mai | Mathias Auctus      | Stadtarzt in Breslau               |       |       |
| 21. Mai | Georg Elner         | deutscher Logiker und Theologe     |       |       |
| 24. Mai | Nikolaus Kopernikus | Astronom                           | 70    |       |
| 30. Mai | Gisbert Longolius   | niederrheinischer Humanist         |       |       |
| Mai     | Bonifacius Wolfhart | deutscher Reformator               |       |       |

## Juni
| Tag      | Name                  | Beruf, bekannt als                       | Alter | Beleg |
| -------- | --------------------- | ---------------------------------------- | ----- | ----- |
| 5. Juni  | Cornelia van Adrichem | niederländische Ordensfrau und Dichterin |       |       |
| 6. Juni  | Nikolaus Ellenbog     | deutscher Benediktiner und Humanist      | 62    |       |
| 27. Juni | Agnolo Firenzuola     | italienischer Dichter                    | 49    |       |

## Juli
| Tag      | Name                 | Beruf, bekannt als                                                 | Alter | Beleg |
| -------- | -------------------- | ------------------------------------------------------------------ | ----- | ----- |
| 13. Juli | Guillemette de Vergy | Regentin der Herrschaft Valangin                                   |       |       |
| 19. Juli | Berthold Pürstinger  | Bischof von Chiemsee                                               |       |       |
| 30. Juli | Mary Boleyn          | Geliebte von Heinrich VIII. von England; Schwester von Anne Boleyn |       |       |

## August
| Tag            | Name                | Beruf, bekannt als                                                                                         | Alter | Beleg |
| -------------- | ------------------- | --- | ----- | ----- |
| 1. August      | Magnus I.           | Herzog von Sachsen-Lauenburg (1507–1543)                                                                   | 73    |       |
| 1. August      | Paul Phrygio        | reformierter Theologe und Reformator                                                                       |       |       |
| 8. August      | Herman Rover        | deutscher Jurist und Ratssekretär in den Hansestädten Lübeck und Hamburg, in Hamburg zuletzt auch Ratsherr |       |       |
| 17./18. August | Antonio Sanseverino | italienischer Geistlicher, Erzbischof von Tarent und Kardinal                                              |       |       |

## September
| Tag           | Name                               | Beruf, bekannt als                                                                                           | Alter | Beleg |
| ------------- | ---------------------------------- | --- | ----- | ----- |
| 20. September | Thomas Manners, 1. Earl of Rutland | englischer Adliger und Politiker                                                                             |       |       |
| 23. September | Johanna                            | Gräfin von Neuchâtel                                                                                         |       |       |
| 26. September | Francesco Cornaro                  | Kardinal der katholischen Kirche                                                                             |       |       |
| 28. September | Georg von Kunheim der Ältere       | Verwaltungsbeamter und enger politischer Vertrauter des preußischen Herzogs Albrecht von Brandenburg-Ansbach |       |       |

## Oktober
| Tag        | Name               | Beruf, bekannt als                                    | Alter | Beleg |
| ---------- | ------------------ | ----------------------------------------------------- | ----- | ----- |
| 7. Oktober | Gertrud von Büchel | deutsche Äbtissin, Kalligraphin und Buchillustratorin |       |       |

## November
| Tag          | Name                     | Beruf, bekannt als                                     | Alter | Beleg |
| ------------ | ------------------------ | ------------------------------------------------------ | ----- | ----- |
| 1. November  | Nikolaus Brömse          | Bürgermeister von Lübeck und Feind Jürgen Wullenwevers |       |       |
| 10. November | Matthäus Aurogallus      | Historiker, Sprachwissenschaftler und Hebraist         |       |       |
| 29. November | Hans Holbein der Jüngere | deutscher Maler                                        |       |       |
| 30. November | Francesco Granacci       | italienischer Maler                                    |       |       |

## Dezember
| Tag          | Name                | Beruf, bekannt als                           | Alter | Beleg |
| ------------ | ------------------- | -------------------------------------------- | ----- | ----- |
| 12. Dezember | Maria Salviati      | Mutter von Cosimo I., Großherzog der Toskana | 44    |       |
| 27. Dezember | Georg               | Markgraf von Brandenburg-Ansbach             | 59    |       |
| Dezember     | Franz II. von Taxis | Postmeister                                  |       |       |

## Datum unbekannt
| Tag      | Name                              | Beruf, bekannt als                                                                                    | Alter | Beleg |
| -------- | --------------------------------- | --- | ----- | ----- |
|          | Afonso I.                         | kongolesischer König des afrikanischen Reiches Kongo                                                  |       |       |
|          | Friedrich von Ahlefeldt           | Adliger Herr von Haseldorf, Haselau, Gut Seestermühe und Gut Seegaard bei Kliplev und königlicher Rat |       |       |
|          | Al-Mutawakkil III.                | ägyptischer Kalif                                                                                     |       |       |
|          | Heinrich Banzkow                  | Domscholastiker in Hamburg und Dompropst am Schweriner Dom                                            |       |       |
|          | Polidoro da Caravaggio            | italienischer Maler                                                                                   |       |       |
|          | Philippe Chabot                   | französischer Admiral                                                                                 |       |       |
|          | Michele Coltellini                | italienischer Maler der Renaissance                                                                   |       |       |
|          | Nils Dacke                        | schwedischer Bauern- und Widerstandsführer                                                            |       |       |
|          | Heinrich Douvermann               | deutscher Holzschnitzer                                                                               |       |       |
|          | Jan Dubčanský von Zdenín          | Gründer einer reformierten Glaubensgemeinschaft                                                       |       |       |
|          | Antonio Giuffrè                   | Maler der Renaissance                                                                                 |       |       |
|          | Georg Siegmund von Graben         | steirischer Edelmann                                                                                  |       |       |
|          | Matthias Gretz                    | deutscher katholischer Theologe, Philosoph und Dichter                                                |       |       |
|          | Augustin Gschmus                  | evangelischer Theologe und Reformator                                                                 |       |       |
|          | Stephan von Haschenperg           | deutscher Baumeister und Militär-Ingenieur                                                            |       |       |
|          | Melchior Hofmann                  | Persönlichkeit der Täuferbewegung, Chiliast, unfreiwilliger Wegbereiter des Täuferreichs von Münster  |       |       |
|          | Klemens Janicki                   | lateinischer Dichter                                                                                  |       |       |
|          | Janet Kennedy                     | Mätresse von König Jakob IV. von Schottland                                                           |       |       |
|          | Juan Manuel de Villena de la Vega | spanischer Adliger und Politiker                                                                      |       |       |
| Frühjahr | Ruprecht von Mosham               | deutscher Theologe und Geistlicher                                                                    | 52    |       |
|          | John Nevill, 3. Baron Latymer     | englischer Adliger und Politiker                                                                      |       |       |
|          | Johann Schönsperger der Jüngere   | Buchführer, Buchdrucker und Verleger                                                                  |       |       |
|          | Magnus Sommar                     | schwedischer Theologe und Bischof                                                                     |       |       |
|          | Thao Chai                         | König des laotischen Königreiches von Lan Na im heutigen Nord-Thailand (1538–1543)                    |       |       |
|          | Willem Vorsterman                 | flämischer Drucker                                                                                    |       |       |
|          | Johann Walhoff                    | deutscher Reformator                                                                                  |       |       |